# Chelosiowa Jama – Jaskinia Jaworznicka

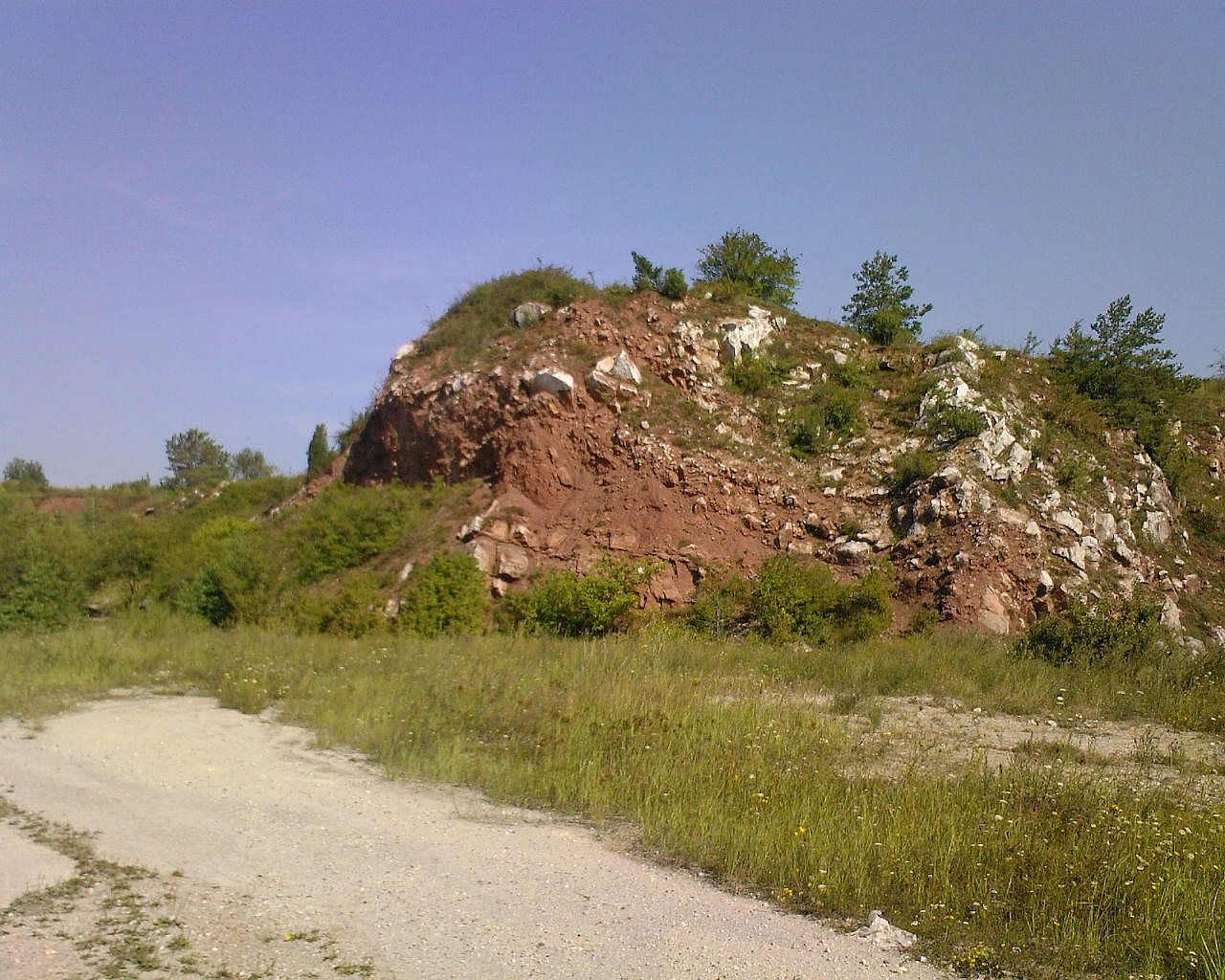
Fragment dawnego kamieniołomu

Chelosiowa Jama – Jaskinia Jaworznicka – jaskinia w Górach Świętokrzyskich. Wejścia do niej znajdują się na Górze Kopaczowej, na terenie nieczynnych kamieniołomów w Jaworzni. Jest, poza Tatrami, drugą pod względem długości (za Jaskinią Niedźwiedzią w Sudetach) jaskinią w Polsce. Powstała z połączenia dwóch jaskiń: Chelosiowej Jamy i Jaskini Jaworznickiej. Jej długość wynosi 3 670 metrów, a deniwelacja 61 metrów. 
W pobliżu Chelosiowej Jamy – Jaskini Jaworznickiej, na terenie kamieniołomów, znajdują się jaskinie: Jaskinia Pajęcza i Gazownia, które w przeszłości były jej częścią. Jaskinie te tworzą rezerwat przyrody Chelosiowa Jama i są nieudostępnione turystycznie.

## Chelosiowa Jama
Jaskinia ma dwa, powstałe sztucznie, otwory wejściowe położone we wschodniej ścianie zachodniego kamieniołomu na wysokościach 257,3 i 261,2 metrów n.p.m. Górny otwór został zamurowany, w dolnym (głównym) znajdują się drzwi wejściowe do jaskini.

### Opis jaskini
Z otworu głównego korytarz prowadzi, przez niewielką pochyłą salkę, do Komory Wstępnej. Stąd czterema różnymi korytarzykami można dostać się do Komór Bernatowicza. Są to trzy sale: Sala Sopli Kalcytowych, Sala Debat i Sala Trzech Węży. Z tej ostatniej dwa ciasne korytarzyki prowadzą do trzech dużych sal: Dolnej Sali, Sali Wielkobiwakowej i Górnej Sali. Z Sali Wielkobiwakowej odchodzą cztery ciągi:
1. Lewy Meander – system niewielkich szczelinowych korytarzyków,
2. Prawy Meander – system szczelinowych korytarzyków z małymi studzienkami i kominkami oraz małą salką
3. Korytarzyk prowadzący do drugiego, zamurowanego otworu wejściowego
4. Wielka Pętla – ciąg jaskiniowy prowadzący do Górnej Sali. Zaczyna się Korytarzem Ciągłej Ekstazy przechodzącym w Salę Deszczów. Odchodzą stąd w bok korytarzyki nazwane Prawym Serem, korytarzyk prowadzący do Korytarza pod Torami i ciąg kończący się Salką ze Świeczką. Wielka Pętla natomiast idzie dalej ciasnymi korytarzykami nazwanymi Lewym Serem do Rozdroża. Stąd:

- na lewo prowadzi Wielki Korytarz, z którego w bok odchodzi korytarzyk do Sali z Jeziorkiem, gdzie znajduje się Jeziorko Błękitnych i najniższy punkt jaskini. Z Wielkiego Korytarza  Wielka Pętla prowadzi dalej przez Górny Korytarz do dużej Sali z Kominem, a następnie przez Salę z Wantą, Płaską Salę i Salę z Kabotem do Górnej Sali.

- na prawo odchodzi długi, prawie poziomy korytarz Trójkąt prowadzący do Nowych Partii. W początkowej jego części odchodzi korytarzyk, który przez Dziurawą Salę prowadzi do Sali z Kominem. Trójkąt doprowadza do niewielkiej salki Krypty WJ skąd można dostać się do przez salę Całka do korytarza Kamienne Tablice. Z niego na lewo idzie się do sali Herbaciarnia, a na prawo do Sali z Wiórkami. Z tej ostatniej odchodzą dwa korytarze: Wschodnia Orientacja i Zapomniana Pętla, natomiast z Herbaciarni idzie korytarz przez salę Laleczka i Partie Flipa i Flapa do Rozmównicy 96 – miejsca połączenia Chelosiowej Jamy z Jaskinią Jaworznicką[1].

## Jaskinia Jaworznicka
Jaskinia ma dwa, powstałe sztucznie, otwory wejściowe położone w północno-wschodnim kamieniołomie na wysokościach 286,1 i 288,1 metrów n.p.m. W górnym otworze jest krata, w dolnym (głównym) znajdują się drzwi wejściowe do jaskini.

### Opis jaskini
Zaraz za głównym otworem wejściowym znajduje się Komora Wstępna. Odchodzą z niej cztery ciągi. Jeden prowadzi do górnego, zakratowanego otworu wejściowego, drugi do Komory Złomisk z licznymi bocznymi korytarzykami, trzeci do Partii Kuny (kilka niewielkich salek), czwarty do dużej Sali NPWZ.  Na końcu Sali NPWZ mają początek dwa ciągi:
- korytarz Larmo prowadzący przez salę Gang i zacisk Czarna Dziura do największej sali w jaskini – Umaguma (80 m długości). Odchodzi z niej kilka krótkich korytarzyków
- korytarz prowadzący przez zacisk do Salki pod Bambulcem i dalej przez Pseudorozdroże (odchodzi tutaj ciąg z kilkoma niewielki salkami), Stan Przedzawałowy i Korytarz Czołgistów do Rozmównicy 96 – miejsca połączenia Jaskini Jaworznickiej z Chelosiową Jamą[1].

## Przyroda
W jaskini występują duże stalagmity, stalaktyty, kolumny naciekowe i grube kalcytowe polewy (np. Wielki Korytarz, Górny Korytarz, Sala z Kominem, Herbaciarnia, Trójkąt, Korytarz Ciągłej Ekstazy, Wschodnia Orientacja). Zimą można spotkać w Komorach Bernatowicza i Dolnej Sali nacieki lodowe. 
Jaskinia jest jednym z największych zimowisk nietoperzy w Polsce. Zamieszkują ją również kuny.

## Historia odkryć
Otwór Jaskini Jaworznickiej został odsłonięty podczas prac w kamieniołomie latem 1960 roku. Otwór Chelosiowej Jamy odkrył geolog Roman Chlebowski jesienią 1973 roku; nazwa Chelosiowa Jama pochodzi od jego przydomka „Cheloś”. W latach 1984–1996 prowadzono badania jaskiń zakończone ich połączeniem 28 marca 1996 roku.
Plan i opis jaskini sporządzili  E. Dumnicka, J. Gubała, A. Kasza i J. Urban w 1996 roku.